# Копривник (община Жири)
Вижте пояснителната страница за други значения на Копривник.
Копривник (на словенски: Koprivnik) е село в Словения, Горенски регион, община Жири. Според Националната статистическа служба на Република Словения през 2002 г. селото има 103 жители.